# Sarcocheilichthys variegatus
Sarcocheilichthys variegatus es una especie de peces de la familia Cyprinidae en el orden de los Cypriniformes.

## Subespecies
- Sarcocheilichthys variegatus microoculus (Mori, 1927
- Sarcocheilichthys variegatus variegatus (Temminck & Schlegel, 1846
- Sarcocheilichthys variegatus wakiyae (Mori, 1927[1]

## Hábitat
Es un pez de agua dulce.